# William S. Bruce
William Speirs Bruce FRSE (n. 1 august 1867, Londra, Regatul Unit al Marii Britanii și Irlandei – d. 28 octombrie 1921, Edinburgh, Regatul Unit) a fost un naturalist britanic, om de știință al regiunii polare și oceanograf care a organizat și condus Expediția Națională Antarctică Scoțiană (SNAE, 1902–04) către Insulele Orkney de Sud și Marea Weddell. Printre alte realizări, expediția a întemeiat prima stație meteorologică permanentă în Antarctica. Ulterior, Bruce a fondat Laboratorul Oceanografic Scoțian din Edinburgh, dar planurile sale pentru o expediție transcontinentală în Antarctica prin Polul Sud au fost abandonate din cauza lipsei de sprijin public și financiar.
În 1892, Bruce a renunțat la studiile medicale de la Universitatea din Edinburgh și s-a alăturat expediției de vânătoare de balene Dundee în Antarctica ca asistent științific. Au urmat călătoriile arctice către Novaia Zemlea, insula Spitsbergen și arhipelagul Franz Josef. În 1899, Bruce, pe atunci omul de știință din Marea Britanie cu cea mai multă experiență în regiunile polare, a solicitat un loc în expediția Discovery a lui Robert Falcon Scott, dar întârzierile legate de obținerea postului și neînțelegerile cu președintele Societății Regale de Geografie (RGS), Sir Clements Markham, l-au determinat în schimb să-și organizeze propria sa expediție și i-au dobândit dușmănia permanentă a instituțiilor geografice din Londra. Deși Bruce a primit diverse premii pentru munca sa în zona polară, inclusiv un doctorat onorific de la Universitatea din Aberdeen, nici el, nici vreunul dintre colegii săi din cadrul SNAE nu au fost recomandați de către RGS pentru prestigioasa Medalie Polară.
Între 1907 și 1920 Bruce a făcut multe călătorii în regiunile arctice, atât în scopuri științifice, cât și în scopuri comerciale. Eșecul său de a organiza orice altă inițiativă majoră de explorare după SNAE este de obicei atribuit lipsei sale de abilități de comunicare, dușmanilor puternici și opiniilor sale scoțiene naționaliste. În 1919, sănătatea lui era proastă și a avut mai multe perioade de spitalizare înainte de moartea sa în 1921, după care a fost uitat aproape în totalitate. În ultimii ani, după centenarul Expediției scoțiene, s-au făcut eforturi pentru a-i acorda o recunoaștere mai deplină a rolului său în istoria explorării științifice polare.